# Alerre
Alerre – gmina w Hiszpanii, w prowincji Huesca, w Aragonii, o powierzchni 8,94 km². W 2011 roku gmina liczyła 211 mieszkańców.